# 永旺
永旺（日语： ion */?，；或譯為永旺公司）是日本一家以經營零售通路為核心的控股公司，為永旺集團的母公司，在東京證交所Prime板上市，總部位於千葉的幕張新都心。該公司是日本營業額最大的零售企業。
公司法人的最早前身為1926年9月21日成立的「株式會社岡田屋吳服店」。2008年8月21日，永旺集團實施控股公司體制，永旺株式會社將旗下原做為核心業務的零售事業分割出去，由永旺零售等子公司接手，成為純粹的控股公司。

## 外部鏈結
- 官方网站 （日語）（英文）（简体中文）
- 永旺的X（前Twitter）
- 永旺企業溝通部的Facebook專頁
- 永旺的Instagram帳戶